# Hakea lasiocarpha
Hakea lasiocarpha är en tvåhjärtbladig växtart som beskrevs av Robert Brown. Hakea lasiocarpha ingår i släktet Hakea och familjen Proteaceae. Inga underarter finns listade i Catalogue of Life.